# П'єзоелектрика

П'єзоеле́ктрика (рос. пьезоэлектрика, англ. piezoelectricity, нім. Kristallelektrizität f) — здатність речовин при зміні форми продукувати електричний струм. П'єзоеле́ктрика — збудження електричних зарядів на гранях деяких кристалів (кварц, турмалін, сегнетова сіль) від стиснення і розтягування їх. Наприклад, на протилежних площинах кристалу кварцу під дією тиску виникають різнойменні заряди. Цей ефект зворотний: прикладання до кристала кварцу ел. поля викликає деформацію кристала. П. застосовують у радіотехніці, акустиці та інших галузях.
П'єзоелементи — кристали, що мають властивість при стисненні продукувати електричний заряд і зворотню властивість під дією електричної напруги змінювати форму: стискатися\розширятися, скручуватися, згинатися.
Актуатори (двигуни) — конвертують електричну енергію в механічну.
Сенсори (давачі, генератори), навпаки, конвертують механічну енергію в електричну.
Існують одношарові, двошарові і багатошарові п'єзокристали.
Одношарові — під впливом електрики змінюються в ширину, довжину та товщину. Якщо їх розтягнути або стиснути вони генерують електрику.
Двошарові — можуть бути використані як одношарові, можуть згинатися або розширятися. «Згинальні» мають найбільшу величину зсуву щодо інших видів, а «розгинальні» будучи пружнішими мають набагато меншу величину зсуву, але більшої сили.
Багатошарові — вивільняють найбільшу кількість сили при мінімальній зміні форми.